# Купа на европейските шампиони 1955/56
Купата на европейските шампиони 1955/56 е 1-вото издание на този турнир, създаден по инициатива на журналиста Габриел Ано (от френския спортен всекидневник Екип. 16 клубни отбора участват в него, по правило шампиони на своята страна от предходния сезон. Това става задължително правило от сезон 1957/58. Ето защо нидерландската федерация не заявява „професионалните футболисти“ от Холанд Спорт, а Филипс Айндховен. Поради натиск от Лигата, опасявайки се от конкуренция за зрители, Англия също не изпраща свой представител, въпреки че шампионите от Челси проявяват сериозен интерес на предварителните разговори. Също така и Съветският съюз не участва до 1967 г., посочвайки тесните футболни календари поради дългата руска зима.
Участниците играят в чист турнирен формат със срещи на разменено гостуване (изключение: финалът) за короната на европейския клубен футбол. При равенство след двете срещи, се изиграва трети мач на неутрален терен. В първия кръг 16-те отбора имат свободата да определят срещу кого да играят - а това фукционираше в Европа по време на Студената война: по този начин се получи среща между отбори от социалистическа Югославия и фашистка Португалия, въпреки че техните правителства нямаха дипломатически отношения помежду си. Жребият определи двойките на четвъртифанлите
Финалът се игра на 13 юни 1956 г. на Парк де Пренс в Париж пред 38.000 зрители. Реал Мадрид победи с 4:3 Стад Реймс и спечели за първи път трофея. Голмайстор на турнира стана Милош Милутинович от Партизан Белград с 8 попадения. Първият играч, отбелязал минимум три гола в един мач, е Петер Палоташ от Вьорьос Лобого (Червено знаме; известен по традиционното си име МТК Будапеща) при победата с 6:3 над Андерлехт.

## 1. Кръг
Първите срещи се състоят между 4 септември и 1 ноември, а реваншите са между 12 октомври и 23 ноември 1955 г.
|                        | Общ резултат |                  | 1-ви мач | 2-ри мач |
| ---------------------- | ------------ | ---------------- | -------- | -------- |
| Спортинг Лисабон       | 5:8          | Партизан Белград | 3:3      | 2:5      |
| Вьорос Лобого Будапеща | 10:40        | Андерлехт        | 6:3      | 4:1      |
| Сервет Женева          | 0:7          | Реал Мадрид      | 0:2      | 0:5      |
| Рот-Вайс Есен          | 1:5          | Хибърниън        | 0:4      | 1:1      |
| Юргорденс              | 4:1          | Гвардия Варшава  | 0:0      | 4:1      |
| Орхус                  | 2:4          | Стад Реймс       | 0:2      | 2:2      |
| Рапид Виена            | 6:2          | ПСВ Айндховен    | 6:1      | 0:1      |
| Милан                  | 7:5          | Саарбрюкен       | 3:4      | 4:1      |

## Четвъртфинал
Първите срещи се състоят между 23 ноември 1955 и 18 януари 1956 г., а реваншите са между 28 ноември 1955 и 12 февруари 1956 г.
|             | Общ резултат |                        | 1-ви мач | 2-ри мач |
| ----------- | ------------ | ---------------------- | -------- | -------- |
| Юргорденс   | 1:4          | Хибърниън              | 1:3      | 0:1      |
| Стад Реймс  | 8:6          | Вьорос Лобого Будапеща | 4:2      | 4:4      |
| Реал Мадрид | 4:3          | Партизан Белград       | 4:0      | 0:3      |
| Рапид Виена | 3:8          | Милан                  | 1:1      | 2:7      |

## Полуфинал
Първите срещи се състоят на 4 / 19 април 1956 г., а реваншите са на 18 април / 1 май 1956 г.
|             | Общ резултат |           | 1-ви мач | 2-ри мач |
| ----------- | ------------ | --------- | -------- | -------- |
| Стад Реймс  | 3:0          | Хибърниън | 2:0      | 1:0      |
| Реал Мадрид | 5:4          | Милан     | 4:2      | 1:2      |

## Финал
| 13 юни 1956 |

| Реал Мадрид                               | 4 – 3 | Стад дьо Реймс                    |
| ----------------------------------------- | ----- | --------------------------------- |
| ди Стефано 14' Риал 30', 79' Маркитос 67' |       | Леблонд 6' Темплен 10' Идалго 62' |

| Парк де Пренс Париж 38 239 зрители Съдия: Артър Едуард Елис |

| КЕШ 1955/56             |
| ----------------------- |
| Испания                 |
| Реал Мадрид Първа титла |